# Козача бухта (заказник)
«Коза́ча Бу́хта» (крим. Kozak körfezi) — загальнозоологічний заказник загальнодержавного значення (від 1998).
Знаходиться на заході Бахчисарайського району АР Крим (до 7.09.2023 — місто Севастополь).
Перебуває у віданні Науково-дослідного центру Збройних Сил України «Державний океанаріум». 
Площа: 23,2 га.

## Опис
Охороняється природ. масив петрофіт. степу та акваторії Козачої бухти Чорного моря. Тер. заказника має рівнин. характер. Берег бухти складений карбонат. неогеновими породами.
У межах «К. Б.» мешкає понад 100 видів тварин. Серед них — лисиця звичайна, ховрах малий, куниця кам'яна, заєць-русак, кажани, а також занес. до Червоної книги України жужелиця кримська, емпуза смугаста, оса сколія-гігант, гекон кримський, жовтопуз безногий, полоз жовточеревий. Особливості ландшафту створюють умови для скупчення осілих, кочів., зимуючих і переліт. птахів. До Червоної книги України занес. баклан чубатий, гоголь, крохаль довгоносий та ін.
Багатий рослин. світ, який налічує 160 видів, з них 12 — рідкіс. (ковили Браунера, поетична, волосиста, мачок жовтий, критмій морський та ін.), 6 — ендем. (волошка козяча, ковила гірська; усі — занес. до Червоної книги України; скабіоза передгірна, чебрець Дзевановського, наговолатка брудна, кульбаба осіння). До тер. заказника входить парк. зона (пл. 3 га). Деревостан парку представл. понад 60-ма видами дерев і чагарників: платан, горіх, ясен, софора, форзиція, кедр, кипарис, біота, юка, бирючина звичайна, жасмин чагарниковий, сосни звичайна, Палласова, Станкевича, фісташка туполиста (обидва види занес. до Червоної книги України), держи-дерево колюче, груша лохолиста. В акваторії Козачої бухти водиться понад 70 видів риб: білуга звичайна, морський коник довгорилий, риба-присосок товсторила, осетер російський та ін., зустрічаються краби кам'яний, мармуровий, трав'яний, волохатий, піщаний плавунець; у затоку заходять дельфіни: азовка, афаліна, білобочка (усі — занес. до Червоної книги України). Серед водної рослинності — зелені (21 вид), бурі (16 видів), червоні (38 видів) водорості. Акваторія є місцем реабілітації та відтворення мор. тварин; у її межах утримується єдина в Україні колекція рідкіс. мор. ссавців.